# Luciano Acosta
Luciano Federico „Lucho” Acosta (ur. 31 maja 1994 w Rosario) – argentyński piłkarz występujący na pozycji ofensywnego pomocnika, od 2025 roku zawodnik amerykańskiego FC Dallas.